# 上鳥渡
上鳥渡（かみとりわた）は、福島県福島市の大字である。郵便番号は960-1107。

## 地理
福島市南西部の信夫地域に属し、地区内北西部に位置する。北西で上名倉と、北で佐倉下、成川と、東で下鳥渡と、南で山田と、西で荒井とそれぞれ隣接する。また、南東部の下鳥渡に字陽泉寺前、藤九郎、古山寺からなる飛地、更に東側の下鳥渡、大森との境界に字深町からなる飛地、更にその南側の下鳥渡、大森、山田の境界上に字玉ノ森からなる飛地が存在する。概ね町村制施行以前の上鳥渡村の流れを汲む地域である。国道115号南側に広がる平地とその南側の山間部を範囲とし、平野部には水田が広がり、また住宅が建ち並ぶ。南側の高台にはしのぶ台ニュータウンが造成され、市内有数の新興住宅地となっている。上町に所在する福島警察署及び当地に所在する福島南消防署信夫分署がそれぞれ管轄にあたる。

### 河川
- 大森川

### 主な字
- 愛宕下
- 井戸尻
- 牛沢
- 姥川
- 大畑
- 大畑前
- 大畑南
- 表
- 表前
- 街道北
- 街道端
- 街道南
- 上耕谷
- 河原
- 観音寺
- 北河原
- 行人壇
- 行人壇南
- 古山寺
- 小堀内

- 小堀内東
- 小堀内南
- 山王
- 城ノ内
- 城ノ内前
- 堰端
- 知ヌ谷地
- 下釜
- 猪田
- 十三仏
- しのぶ台
- 舘
- 立石
- 田中内
- 田中内東
- 田中内前
- 田中内南
- 団子田
- 団子田東
- 団子田前

- 茶中
- 茶畑
- 茶畑北
- 堤下
- 寺北
- 樋ノ口
- 樋ノ口北
- 藤九郎
- 土手内
- 寺西
- 玉ノ森
- 仲原
- 中谷地
- 永作
- 八貫地
- 半沢森
- 茨沢
- 蛭川
- 藤ノ内
- 東谷地

- 藤西
- 藤南
- 吹上
- 深町
- 前
- 曲橋
- 妙見堂
- 向山
- 山ノ下
- 山ノ下西
- 陽泉寺前
- 山際
- 山根

## 歴史
- 1889年（明治22年）4月1日 - 町村制の施行により信夫郡大森村が発足。旧上鳥渡村域は大森村の大字となる。
- 1892年（明治25年）7月21日 - 当地を含む大森村の一部が分立し鳥川村が発足し、鳥川村の大字となる。
- 1955年（昭和30年）3月1日 - 鳥川村が合併により信夫村となり、信夫村の大字となる。
- 1965年（昭和40年）6月1日 - 信夫村が福島市に編入され、福島市の大字となる。

## 世帯数と人口
2022年（令和4年）3月31日現在の世帯数と人口は以下の通りである。
| 大字   | 世帯数   | 人口   |
| ------ | -------- | ------ |
| 上鳥渡 | 1727世帯 | 4384人 |

## 小・中学校の学区
市立小・中学校に通う場合、学区は以下の通りとなる。
| 番地 | 小学校             | 中学校             |
| ---- | ------------------ | ------------------ |
| 全域 | 福島市立鳥川小学校 | 福島市立信夫中学校 |

## 交通

### 鉄道
域内に鉄道施設は存在しない。

### 道路
- 東北自動車道
  - 福島西インターチェンジ
- 国道115号福島西バイパス
- 福島県道362号南福島停車場線
- 福島市道17号鳥川大笹生線
- 福島市道41号荒井太平寺線
- 福島市道44号南四反田十三仏線

### バス
福島交通路線バス
- （福島駅方面） - 三王下 - 大畑 - しのぶ台団地入口 - 堀切地蔵前 - 十三仏 - 小堀内 - 中原 - （荒井方面）
  - 鳥川

## 施設
- 福島市立鳥川小学校
- 鳥川保育園
- 福島南消防署 信夫分署
- 鳥川郵便局
- しのぶ台ニュータウン・鳥川団地
- 天台宗 観音寺
- 下鳥渡供養石塔
- 日吉神社
- 山ノ神神社